# Иван Митрев
Иван Божков Митрев е български футболист, играе на постовете дясно крило и нападател.

## Кариера
Юноша на Академия Литекс Ловеч, играе като дясно крило, но се справя и като ляво крило или нападател. През 2016 преминава в школата на ЦСКА, използван е за втория отбор и в тима до 19 години. През сезон 2017/18 играе за младежкия тим на ЦСКА, но на 20 май 2018 дебютира за първия отбор при победата над Берое Стара Загора с 1:0. През лятото на 2018 се завръща в тима на Литекс Ловеч. През лятото на 2019 се завръща в тима на ЦСКА и започва подготовка с първия отбор, след което отново е даден под наем в Литекс Ловеч. След прекъсването на първенството във връзка с пандемията от Ковид 19 се завръща в ЦСКА.
Играе 1 мач за националния отбор на България до 16 години, 2 мача за тима до 17 години, 7 мача за този до 18 години.